# Guillaume Naud
Guillaume Naud (* 2. Dezember 1992 in Augsburg) ist ein deutsch-kanadischer Eishockeyspieler, der seit Juli 2025 bei den Eisbären Regensburg aus der DEL2 unter Vertrag steht und dort auf der Position des Verteidigers bzw. linken Flügelstürmers spielt. Zuvor war Naud unter anderem für die Bietigheim Steelers und Kassel Huskies in Deutschland aktiv.

## Karriere

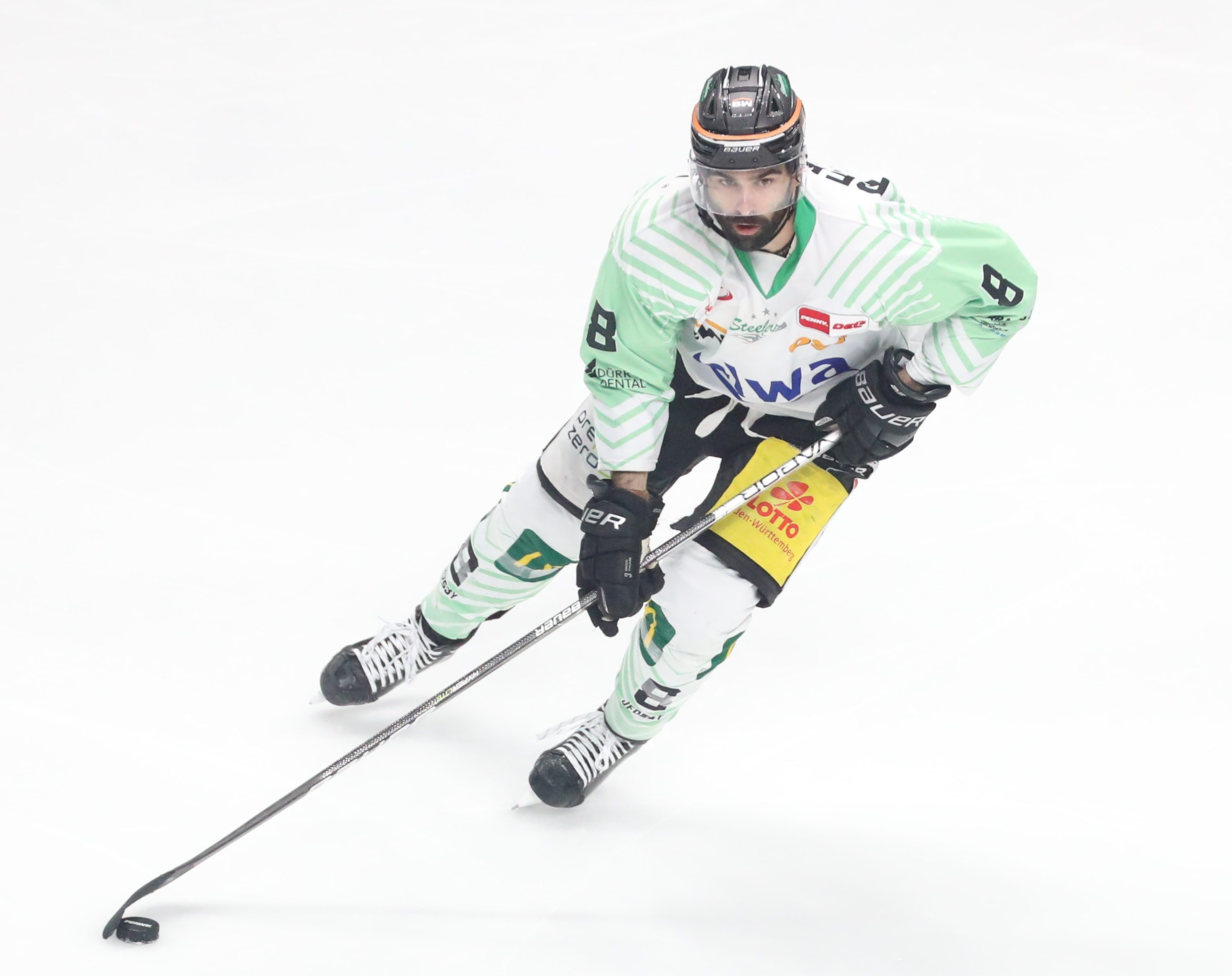
Naud im Trikot der Bietigheim Steelers (2022)

Der Abwehrspieler bzw. linke Außenstürmer ist der Sohn von Daniel Naud, der in den 1980er- und 1990er-Jahren für den EV Landshut und die Augsburger Panther in der Bundesliga bzw. Deutschen Eishockey Liga (DEL) gespielt hat.
Guillaume Naud spielte zunächst in Deutschland für den SC Bietigheim-Bissingen und EV Landshut in der Schüler-Bundesliga, bevor er mit seiner Familien nach Kanada zog. Er spielte unter anderem für die Foreurs de Val-d’Or und Tigres de Victoriaville in der Ligue de hockey junior majeur du Québec (LHJMQ) sowie die Belleville Bulls in der Ontario Hockey League (OHL). Anschließend verfolgte er ein Studium an der University of Lethbridge und Nipissing University, für deren Eishockeymannschaften er parallel in der kanadischen Universitätsliga U Sports aktiv war.
Ab 2017 war der Deutsch-Kanadier in der drittklassigen nordamerikanischen Profiliga ECHL für die Greenville Swamp Rabbits, Manchester Monarchs, Kalamazoo Wings und Indy Fuel aktiv. Darüber hinaus spielte Naud noch für die Peoria Rivermen in der unterklassigen Southern Professional Hockey League (SPHL), wo er in der Saison 2018/19 die reguläre Saison als Tabellenerster abschloss. Zur Saison 2019/20 kehrte er nach Deutschland zurück und schloss sich dem Regionalligisten Herforder EV an, mit dem er zur folgenden Saison in die Nord-Staffel der drittklassigen Oberliga aufstieg.
Im Sommer 2021 wechselte Guillaume Naud zu den Bietigheim Steelers, die gerade in die DEL aufgestiegen waren. Schafften die Steelers in der Aufstiegssaison 2021/22 noch den Klassenerhalt, stieg die Mannschaft ein Jahr später als abgeschlagener Tabellenletzter wieder in die DEL2 ab. Auch in der darauffolgenden DEL2-Saison 2023/24 rutschten die Bietigheimer in den Tabellenkeller ab und wurden am Saisonende in die Oberliga Süd durchgereicht. Im Februar 2024 wurde Nauds Vertrag aufgelöst, nachdem sein Vater als Trainer der Mannschaft gehen musste. Er wechselte daraufhin zum Ligarivalen Kassel Huskies, für die er aber nur zehn Spiele bestritt, um sich anschließend für ein Jahr dem französischen Klub Dragons de Rouen aus der erstklassigen Ligue Magnus anzuschließen. Sein Zeit dort währte ebenfalls nur eine Saison, ehe der Abwehrspieler im Sommer 2025 wieder nach Deutschland zurückkehrte und sich den Eisbären Regensburg aus der DEL2 anschloss.

## Erfolge und Auszeichnungen
- 2020 Aufstieg in die Oberliga mit dem Herforder EV

## Karrierestatistik
Stand: Ende der Saison 2024/25
(Legende zur Spielerstatistik: Sp oder GP = absolvierte Spiele; T oder G = erzielte Tore; V oder A = erzielte Assists; Pkt oder Pts = erzielte Scorerpunkte; SM oder PIM = erhaltene Strafminuten; +/− = Plus/Minus-Bilanz; PP = erzielte Überzahltore; SH = erzielte Unterzahltore; GW = erzielte Siegtore; 1 Play-downs/Relegation; Kursiv: Statistik nicht vollständig)